# Siri Halle
Siri Halle (* 27. Juli 1971) ist eine ehemalige norwegische Skilangläuferin.

## Werdegang
Halle, die für den Bækkelagets SK startete, hatte ihre ersten internationalen Erfolge im März 1991 bei den Nordischen Junioren-Skiweltmeisterschaften in Reit im Winkl. Dort gewann sie die Bronzemedaille über 15 km Freistil und jeweils die Goldmedaille über 5 km klassisch und mit der Staffel. Ihr Debüt im Skilanglauf-Weltcup hatte sie im Dezember 1991 in Silver Star, das sie auf dem 56. Platz über 5 km klassisch beendete. Ihr erstes Rennen im Scandinavian-Cup lief sie im Dezember 2004 in Veldre, welches sie auf dem 26. Platz im Sprint beendete. In der Saison 2005/06 holte sie mit dem 14. Platz im Sprint in Davos und den 22. Rang im Sprint in Borlänge ihre ersten und einzigen Weltcuppunkte. Im Februar 2006 erreichte sie in Nes mit Platz drei im Sprint ihre erste Podestplatzierung im Scandinavian-Cup. In ihrer letzten aktiven Saison 2006/07 kam sie im Scandinavian-Cup viermal in die Punkteränge. Dabei errang sie in Sjusjøen den zweiten Platz im Sprint und zum Saisonende den 11. Platz in der Gesamtwertung. Ihr 15. und damit letztes Weltcupeinzelrennen absolvierte sie im März 2007 in Drammen, welches sie auf dem 47. Platz im Sprint beendete. Bei den norwegischen Meisterschaften 2007 wurde sie Zweite mit der Staffel von Bækkelagets SK.